# 아모레스 페로스
《아모레스 페로스》(Amores perros)는 2000년 개봉한 멕시코의 범죄 드라마 영화이다. 알레한드로 곤살레스 이냐리투의 감독 데뷔작이며, 기예르모 아르리아가가 각본을 맡았다. 이냐리투의 죽음 삼부작 중 첫 번째 작품이다. 2000년 영국 아카데미상 외국어 영화상·아리엘상 작품상 수상작이다.

## 줄거리
영화는 멕시코시티에서 벌어진 자동차 사고를 중심으로 세 개의 각기 다른 이야기가 얽혀 있는 구조로 전개된다. 첫 번째 이야기는 옥타비오라는 청년이 자신의 형수 수사나를 사랑하면서 시작된다. 그는 폭력적인 형에게 학대받는 수사나와 함께 도망치기 위해 개싸움에 뛰어들고, 돈을 모으지만 형에게 돈을 빼앗긴다. 결국 옥타비오는 개인적인 개싸움에 참여했다가 부상을 입고, 이 과정에서 친구 호르헤는 죽는다.
두 번째 이야기는 잡지사 사장 다니엘과 스페인 슈퍼모델 발레리아의 이야기다. 다니엘은 가정을 버리고 발레리아와 함께 살지만, 옥타비오의 교통사고로 발레리아가 다리를 심하게 다쳐 모델 일을 할 수 없게 된다. 다친 다리 때문에 괴로워하던 발레리아는 집안에 갇힌 강아지 리치를 찾으려다 다리를 더 크게 다치고, 결국 다리를 절단하게 된다. 그녀의 광고판이 철거된 것을 확인하고, 다니엘과의 관계에 큰 회의감을 느낀다.
세 번째 이야기는 노숙자이자 청부 살인업자인 엘 치보의 이야기이다. 과거 게릴라 활동으로 수감되었던 그는 딸 마루와 연락을 시도하지만 실패하고, 청부 살인을 하려던 순간 옥타비오의 교통사고에 휘말린다. 혼란을 틈타 옥타비오의 돈을 훔친 엘 치보는 부상당한 개 코피를 치료해준다. 그는 의뢰인과 살해 대상이 이복형제라는 사실을 알고, 그 둘을 살려주고 무기를 줘서 스스로 싸우게 만든다. 이후 딸에게 돈과 메시지를 남기고, 새로운 삶을 시작한다. 
옥타비오는 다시 한번 수사나에게 도망가자고 설득하지만 거절당하고, 버스 정류장에서 그녀를 기다리다 결국 떠나지 못한다. 이 세 이야기는 폭력, 불륜, 그리고 도시 빈민층의 삶을 반영하며, 인간관계의 불신과 잔혹함을 보여준다. 영화는 특히 개를 매개로 인간의 충성심과 배신을 탐구하며, 계층 간의 불평등, 폭력, 동물 학대 등 사회 문제를 조명한다.

## 출연

### 주연
- 에밀리오 에체바리아
- 가엘 가르시아 베르날
- 고야 톨레도
- 알바로 구에레로
- 바네사 바우체
- 조지 살라나스

### 조연
- 마르코 페레즈
- 로드리고 머레이

## 기타
- 미술: 브리짓 브로치

## 같이 보기
- 하이퍼링크 시네마